# Хоус, Томас
То́мас Хо́ус (англ. Thomas Howes, род. 1986, Вудлендс, близ Донкастера, Саут-Йоркшир, Англия) — английский актёр и музыкант. Наиболее известен по роли Уильяма Мэйсона в телесериале «Аббатство Даунтон».

## Биография и карьера
Томас Хоус учился в Гилдхоллской школе музыки и театра.
Хоус сыграл роль Уильяма Мэйсона в телесериале «Аббатство Даунтон» (2010–12), а также Марка Джонса в фильме «Юнайтед». Он участвовал в театральных постановках пьес «The Winslow Boy» (Дики) и «Любители истории» (Скриппс). Он исполнил роль Уинстона Черчилля в телесериале «Расследование Мёрдока» и Яшвина в фильме «Анна Каренина». В 2016 году Хоус появился в мини-сериале «Гудини и Дойл» в роли констебля Бута и в мини-сериале «Тёмный ангел» в роли Джорджа Уорда.